# La Marseillaise 1982
La 3e édition de La Marseillaise, également connu sous le nom de Grand Prix de Bessèges, a eu lieu le 1er février 1982. Elle se déroule sur un parcours de 124 km, partant de Bessèges et arrivant à Alès. La victoire est revenue au Français Bernard Hinault, qui a bouclé le parcours en 2 h 54 min 2 s, à la vitesse moyenne de 42,750 km/h, devant le Néerlandais Ad Wijnands et son compatriote Pierre-Henri Menthéour.
En 2022, l’organisateur historique de l’épreuve Rolland Villalonga affirme que « Bernard Hinault n'a pas gagné la course […] car à partir de 1971, la direction de la Marseillaise a choisi d'arrêter car cela coûtait trop cher. On a réussi à la relancer en 1989 seulement. ». Ainsi, selon lui, il n’aurait pas eu d’épreuve officielle en 1982.

## Classement général (Top 10)
| Pos. | Coureur                | Equipe             | Temps    |
| ---- | ---------------------- | ------------------ | -------- |
| 1    | Bernard Hinault        | Renault-Elf-Gitane | 2h54'02" |
| 2    | Ad Wijnands            | TI-Raleigh         | s.t.     |
| 3    | Pierre-Henri Menthéour | Coop-Mercier-Mavic | s.t.     |
| 4    | Serge Beucherie        | Sem-France Loire   | s.t.     |
| 5    | Hubert Seiz            | Cilo-Aufina        | s.t.     |
| 6    | Alain Vigneron         | Renault-Elf-Gitane | s.t.     |
| 7    | Ludo Peeters           | TI-Raleigh         | s.t.     |
| 8    | Laurent Fignon         | Renault-Elf-Gitane | a 6'50"  |
| 9    | Éric Dall'Armellina    | Sem-France Loire   | a 7'02"  |
| 10   | Marcel Russenberger    | Cilo-Aufina        | s.t.     |